# Massimo Da Rin
Massimo Da Rin De Lorenzo (Cortina d'Ampezzo, 2 dicembre 1960) è un allenatore di hockey su ghiaccio ed ex hockeista su ghiaccio italiano.
Ha allenato per molti anni la nazionale di hockey su slittino dell'Italia, che ha guidato alla vittoria degli europei 2011, oltre ad aver preso parte a cinque edizioni dei giochi paralimpici invernali. Dal 2025 ne è il direttore tecnico.

## Carriera

### Hockey su ghiaccio

#### Giocatore
Da Rin proviene da una famiglia di hockeisti: è nipote di Alberto e Gianfranco Da Rin.
In carriera ha vestito le maglie di Cortina, Valpellice, Auronzo, CourmAosta, Torino e Varese.

#### Allenatore
Dopo aver appeso i pattini al chiodo ha allenato a più riprese le selezioni giovanili maschili italiane (Under-18 e Under-20), mentre a livello di club ha allenato a più riprese il Valpellice, il Torino ed il Milano Rossoblu, oltre ad esperienze coi Milano Vipers, l'Egna e il Varese (anche con le giovanili).
Nel 2021 è subentrato a Petr Malkov alla guida dell'HC Como. È rimasto alla guida dei lariani fino al termine della stagione 2024-2025.
Nel luglio 2025 ha accettato di tornare sulla panchina del Varese.

### Hockey su slittino
Nel 2004 ha sostituito sulla panchina dell'Italia Andrea Chiarotti, che aveva rinunciato alla panchina per tornare all'attività giocata. Da allora ha guidato la squadra a tutte le edizioni dei mondiali, dei giochi paralimpici e degli europei.
A livello europeo ha guidato la squadra alla vittoria nel 2011 ed all'argento nel 2016.
Ha lasciato la guida degli azzurri a settembre 2022: gli è subentrato il suo vice in nazionale, Mirko Bianchi.
Nel 2025 è stato scelto dalla FISG quale nuovo direttore tecnico della nazionale.

## Palmarès

### Hockey su ghiaccio

#### Allenatore
- Coppa Italia: 2

CourmAosta: 1998
Milano Rossoblu: 2016-2017

### Hockey su slittino
- Campionato europeo di hockey su slittino:

 Italia:
: 2011
: 2016